# Parapithecops
Parapithecops là một chi bướm ngày thuộc họ Lycaenidae.